# Pleurothallis bacillaris
Pleurothallis bacillaris är en orkidéart som beskrevs av Guido Frederico João Pabst. Pleurothallis bacillaris ingår i släktet Pleurothallis och familjen orkidéer. Inga underarter finns listade i Catalogue of Life.